# ژوآن لو بن
ژوآن لو بن (فرانسوی: Johan Le Bon‎؛ زادهٔ ۳ اکتبر ۱۹۹۰) دوچرخه‌سوار اهل فرانسه است.
از باشگاه‌هایی که در آن رکاب زده‌است می‌توان به تیم دوچرخه‌سواری اف‌دی‌جی، تیم دوچرخه‌سواری فورتونئو–اسکارو، و تیم دوچرخه‌سواری ویتال کونسپت اشاره کرد.